# L'Autre Côté (série télévisée)
Pour les articles homonymes, voir L'Autre Côté.
Production
Diffusion
L'Autre Côté (La Valla, littéralement « la clôture ») est une série télévisée de science-fiction dystopique espagnole en treize épisodes d'environ 53 minutes créée par Daniel Écija et diffusée entre le 19 janvier et le 12 avril 2020 sur la plate-forme Atresmedia. Elle est également diffusée entre le 10 septembre et le 3 décembre 2020 sur la chaîne Antena 3.
Dans les pays étrangers, elle est diffusée depuis le 11 septembre 2020 sur Netflix,.

## Synopsis
Espagne, en 2045. Après la Troisième Guerre mondiale, le pays a changé : les maladies incurables dues à l'épidémie de noravirus y sont apparues et un gouvernement autoritaire a volé la liberté du peuple. Après la mort de Sara Pérez Noval, son mari Hugo Mújica (Unax Ugalde) et sa fille Marta (Laura Quirós), accompagnés d'Alejandro « Álex » Mújica (Daniel Ibáñez) — frère de Hugo et oncle de Marta, arrivent à Madrid dans le Secteur 2. Ils y retrouvent Emilia Noval (Ángela Molina), la grand-mère de Marta, ainsi que Julia Pérez Noval (Olivia Molina), sœur jumelle de Sara. Lors de la visite médicale obligatoire, Marta est emmenée de force dans une colonie pour enfants de parents chômeurs dans le Secteur un, c'est-à-dire derrière la clôture…
Hugo est prêt à tout pour récupérer sa fille. Grâce au soutien de sa belle-mère qui a contacté le ministre Luis Covarrubias (Abel Folk), il a l'autorisation de passer au Secteur un chez ce dernier pour travailler en tant que majordome, mais il doit être accompagné de son épouse : il demande alors à Julia de se faire passer pour sa sœur jumelle.

## Distribution

### Acteurs principaux
- Unax Ugalde (VF : Valentin Merlet) : Hugo Mujica
- Olivia Molina (VF : Pascale Mompez) : Julia / Sara Pérez Noval
  - Luna Fulgencio : Julia Pérez Noval, jeune
- Eleonora Wexler (VF : Anne Dolan) : Alma López-Durán
- Abel Folk (VF : Féodor Atkine) : Luis Covarrubias
  - Jaime Zataraín : Luis Covarrubias, jeune
- Ángela Molina (VF : Françoise Pavy) : Emilia Noval
  - Irene Arcos : Emilia Noval, jeune

### Acteurs secondaires
- Daniel Ibáñez (VF : Maxime Coudour) : Alejandro « Álex » Mujica
- Laura Quirós : Marta Mujica Pérez
- Juan Blanco : Carlos Castillo
- Yaima Ramos (VF : Mélanie Malhère) : Manuela
- Elena Seijo : Rosa
- Manu Fullola (VF : Laurent Maurel) : le colonel Enrique Jiménez
- Ángela Vega (VF : Anneliese Fromont) : Begoña Sánchez
- Cristina Soria : l'infirmière
- Pilar Bergés : l'agent de registre
- Belén Écija : Daniela Covarrubias López-Durán
- Óscar de la Fuente : Fernando Navarro
- Berta Castañé : Sol
- Carmen Esteban : la grand-mère de Sol
- Iván Chavero : Sergio Covarrubias López-Durán
- Alina Nastase : la fille espionne
- Nicolás Illoro (VF : Gauthier Battoue) : Iván Covarrubias López-Durán
- Antonio Arcos : Ladrón
- Aitor Beltrán : Álvaro Maiztegui
  - Javier Abad (VF : Benjamin Lhommas) : Álvaro Maiztegui, jeune
- Marcelo Converti (VF : Thibaut Lacour) : Alejo López-Dávila
- María Hervás : Clara

 Source et légende : version française (VF) sur RS Doublage

## Production

### Tournage
Le tournage a lieu à Madrid, dont le quartier de Legazpi et la colonia del Pico del Pañuelo (es) dans le district d'Arganzuela, à Navalcarnero et à Ségovie, en février 2019,, ainsi qu'à Arganda del Rey, où  Marta se trouve emprisonnée dans l'ancien centre national de diffusion radio sur ondes courtes  servant de décor au Centre de recherche médicale (CIM) de la série,.

### Musique
Daniel Sánchez de la Hera a composé la musique de la série télévisée. La chanson du générique Órbitas vacías est interprétée par Sonsoles Silvela.
Liste des pistes
1. La valla - thème central (1:43)
2. Volveremos, himno nueva España (2:03)
3. Orbitas vacías (3:24)
4. Bicicleta al futuro (1:33)
5. Camino a la Libertad (7:53)
6. Catarsis (4:21)
7. Cenizas al viento (2:04)
8. Dentro del CIM (3:55)
9. Desde entonces hasta hoy (6:05)
10. El futuro nos pertenece (4:55)
11. Eso fue lo que pasó (3:39)
12. Francotirador (3:40)
13. Hablemos de futuro (2:16)
14. Límite del sector (3:02)
15. Resistencia (3:09)
16. Un río de tristeza (2:51)
17. Una nueva realidad (2:45)

### Fiche technique
Sauf indication contraire, les informations mentionnées dans cette section peuvent être confirmées par la base de données cinématographiques IMDb,  présente dans la section « Liens externes ».
- Titre original : La Valla
- Titre international : The Barrier
- Titre français : L'Autre Côté
- Création : Daniel Écija
- Casting : Luis San Narciso et Tonucha Vidal
- Réalisation : Oriol Ferrer, Lucas Gil, David Molina Encinas, Luis Oliveros, Jesús Rodrigo
- Scénario : Ángela Armero, Clara Botas, Arantxa Cuesta, Daniel Écija, Roberto Martín, David Muñoz, Inés París, Tatiana Rodríguez, Veronik Silva et Jorge Valdanoy
- Musique : Daniel Sánchez de la Hera
- Direction artistique : Nieves Monterde
- Décors : Pilar Revuelta
- Costumes : Sonia Grande
- Photographie : Néstor Calvo ; Paco Belda
- Montage : Arturo Barahona et Manuela Díaz
- Production : Daniel Écija, Sonia Martínez, David Molina et Inés París
- Sociétés de production : Atresmedia et Good Mood Productions
- Sociétés de distribution : Atresmedia et Antena 3 ; Netflix (monde)
- Pays d'origine :  Espagne
- Langue originale : espagnol
- Format : couleur
- Genre : science-fiction dystopique
- Durée : 48–63 minutes

## Épisodes
1. Un autre monde (Otro mundo)
2. Ma sœur Sara (Mi hermana Sara)
3. Les Enfants perdus (Los niños perdidos)
4. Le Contact de sa peau (El roce de la piel)
5. Les Innocents (Los inocentes)
6. Sans défense (Los pájaros sordos)
7. Une affaire de famille (Un asunto de familia)
8. Fils de personne (El hijo de nadie)
9. Souviens-toi (Recuerda quién eres)
10. La Zone d'ombre (La zona de sombra)
11. Seuls ensemble (La soledad de dos)
12. Le Discours (El discurso)
13. Les Derniers Jours du présent (Últimos días del presente)

## Accueil

### Audience
Après la diffusion sur la plate-forme Atresplayer Premium en janvier 2020, la chaîne Antena 3 diffuse la série, le 10 septembre 2020, dont le premier épisode attire 2 002 000 téléspectateurs.
| 1  | 10 septembre 2020 | 2 002 000 | 15,4 % | [ 12 ] |
| 2  | 17 septembre 2020 | 1 584 000 | 12,5 % | [ 13 ] |
| 3  | 24 septembre 2020 | 1 356 000 | 10,5 % | [ 14 ] |
| 4  | 1er octobre 2020  | 1 274 000 | 9,9 %  | [ 15 ] |
| 5  | 8 octobre 2020    | 1 360 000 | 11,8 % | [ 16 ] |
| 6  | 15 octobre 2020   | 1 243 000 | 10,5 % | [ 17 ] |
| 7  | 22 octobre 2020   | 1 253 000 | 10,4 % | [ 18 ] |
| 8  | 29 octobre 2020   | 1 264 000 | 10,6 % | [ 19 ] |
| 9  | 5 novembre 2020   | 1 099 000 | 8,5 %  | [ 20 ] |
| 10 | 12 novembre 2020  | 1 059 000 | 9,2 %  | [ 21 ] |
| 11 | 19 novembre 2020  | 959 000   | 8,0 %  | [ 22 ] |
| 12 | 26 novembre 2020  | 997 000   | 8,0%   | [ 23 ] |
| 13 | 3 décembre 2020   | 1 084 000 | 8,3%   | [ 24 ] |

- Meilleur score

### Critique
Sur le site espagnol FilmAffinity, la note moyenne des spectateurs se révèle être de 5,1 pour 813 votes.
Marina Such, du webzine Fuera de Series, assure que « c'est comme si la première saison de L'Autre Côté n'osait pas vraiment exploiter ses éléments dystopiques, en allant jusqu'au bout. Ils sont tous là, pour le moment dispersés, et il s'agira de vérifier s'ils s'unissent dans les épisodes suivants (…). Parce que, thématiquement, c’est une série très pertinente » (« Es como si el primer capítulo de La valla no se atreviera a explotar de verdad, y hasta el fondo, sus elementos distópicos. Están todos ahí, de momento dispersos, y será cuestión de comprobar si, en los siguientes episodios, se van uniendo (…). Porque, temáticamente, es una serie muy relevante »).

### Documentation
- Thomas Desroches, « L'Autre Côté sur Netflix : c'est quoi cette série post-apocalyptique espagnole ? », sur Allociné, 26 novembre 2020